# Dichter in New York
Dichter in New York ist der Titel einer Gedichtsammlung des spanischen Autors Federico García Lorca.

## Historischer Hintergrund
Lorca verfasste das Werk mit dem Originaltitel Poeta en Nueva York in den Jahren 1929 und 1930. Zu dieser Zeit befand er sich auf einer Reise in die USA, um an der Columbia University in New York zu studieren. Anschließend reiste Lorca nach Kuba, wo er weitere Gedichte des Lyrikbandes verfasste.
Der Reise vorausgegangen waren Unstimmigkeiten mit seinen engen Freunden Salvador Dalí und Luis Buñuel, welche in dem Werk thematisiert werden.
Während Lorcas Aufenthalt in den USA fand der Börsencrash statt; dieses Ereignis spiegelt sich ebenfalls im Werk wider und verstärkt das Gefühl der inneren Unruhe des Dichters.

## Aufbau
Das Werk Dichter in New York besteht aus insgesamt 39 Gedichten, die in zehn Gruppen zusammengefasst sind:
- Gedichte aus der Einsamkeit von Columbia University: 4 Gedichte
- Die Schwarzen: 3 Gedichte
- Straßen und Träume: 9 Gedichte
- Gedichte vom Lake Eden Mills: 2 Gedichte
- In der Hütte des Farmers (Landstrich nahe Newburgh): 3 Gedichte
- Einführung in den Tod (Gedichte aus der Einsamkeit von Vermont): 6 Gedichte
- Rückkehr in die Stadt: 3 Gedichte
- Zwei Oden: 2 Gedichte
- Flucht aus New York (Zwei Walzer in Richtung Zivilisation): 2 Gedichte
- Ankunft des Dichters in Havanna: 1 Gedicht

Im Anhang des Werks befinden sich weitere 4 Gedichte, die keiner Gruppe zugeordnet wurden.

## Analyse
Dichter in New York stellt in der Entwicklung von F. García Lorca einen Scheideweg dar. Als Angehöriger der generación del 27 wurde Lorca durch verschiedene Einflüsse großer Dichter und Strömungen, vom Siglo de Oro (Lope de Vega, Góngora, Quevedo) über Bécquer und Rubén Darío bis hin zu Antonio Machado und Juan Ramón Jiménez, die einen deutlichen Bezug zur damaligen Gegenwart aufwiesen, geprägt.
Auf der Suche nach einer stilistischen Erneuerung hin zur poesía pura ("reine Poesie") legte sich durch eine metaphorische Sprache, schlichte Versdichtung, die sich vom Modernismus deutlich abhob, und dem freien Vers eine Stilrichtung fest.
Lorcas Werk ist durch den Surrealismus gekennzeichnet, welcher – losgelöst von jedwedem moralischen, sozialen oder künstlerischen Konventionalismus – eine radikale Erneuerung in der Literatur darstellt. Diese kennzeichnet sich durch den Verlust des rationalen und objektiven Charakters und der Entwicklung eines freien Ausdrucks, in dem sich eine Mischung aus Objekten, Motiven, Konzepten, Emotionen, Gefühlen und spontanen Ausdrücken in einer subjektiven Sprache darstellen können. Die Gefühle stehen vor der Reflexion und die Wahrnehmung vor dem Verständnis, so dass sich oft eine subjektive, irrationale Sprache formiert, die metaphorisch verstörend wirken kann.
In Lorcas Werk wirken im Besonderen eine tiefgreifende existentielle Beklemmung sowie eine sexuelle und moralische Frustration in jener Zeit. Das Ergebnis ist die Widerspiegelung eines fatalistischen Gefühls und einer schicksalshaften Tragik, die sich bis zum Ende durch das Werk ziehen.
Dichter in New York spiegelt den Gegensatz zwischen Natur und Zivilisation, den Lorca nutzt, um seiner Verurteilung der Entmenschlichung in der modernen Gesellschaft Ausdruck zu verleihen. Sein Lob auf die Natur und die deutlichen Hinweise auf rassistische und vorurteilsbehaftete Missstände in der Gesellschaft legen die Verurteilung der industriellen Ära dar.
All dieses geschieht unter der Verwendung einer symbolreichen Sprache, in der das Substantiv klar dominierend ist und das Adjektiv in seiner beschreibenden Funktion ablöst, während dieses oftmals unlogische Assoziationen in Form von fantastischen Bildern auslöst, die typisch für den Surrealismus sind, wohingegen das Verb zur Darstellung von Dynamik fungiert. Die Metaphorik in Lorcas Werk findet ihren Sinn eher im gefühlsbetonten Ausdruck denn im Ideologischen, so dass man sagen kann, dass die Metamorphose zwischen Realität und Phantasie und der Aspekt des Chaos eine leitende Funktion übernehmen und eine Dynamik vorherrscht.
Dichter in New York kreist um zwei gegensätzliche Schwerpunkte, die Stadt und den Dichter. Die Stadt selbst stellt für den Dichter die Möglichkeit zum Ausdruck seiner Gefühlswelt und seiner Weltanschauung, seiner Vorstellung vom Leben, von der Natur und vom Menschen dar, mit besonderem Augenmerk auf Liebe, Einsamkeit und Tod. Trotzdem ist der Mittelpunkt des Werkes nicht die Stadt selbst, sondern ebendieser Ausdruck der Gefühle des Autors, der Ausdruck der Beklemmung und zugleich der Wunsch nach Freiheit, Liebe und Gemeinschaft.

## Ausgaben
- Federico García Lorca: Dichter in New York. Gedichte spanisch und deutsch. Übertragung und Nachwort von Martin von Koppenfels. Suhrkamp, Frankfurt am Main 2000, ISBN 3-518-41167-5.